# Alain Ferté
Alain Serge Ferté (* 8. Oktober 1955 in Falaise) ist ein französischer Automobilrennfahrer. Er ist der ältere Bruder von Michel Ferté, der ebenfalls Rennen fuhr.

## Karriere
Nachdem er in der Formel 3 gefahren war und dort das prestigeträchtige Rennen in Monaco hatte gewinnen können, wechselte er in die Formel 2, aus der später die Formel 3000 wurde. Er nahm mehrmals am 24-Stunden-Rennen von Le Mans teil, erstmals 1983. 1986 fuhr er in Le Mans für das Team Brun an der Seite der Belgier Thierry Boutsen und Didier Theys einen Porsche 956. 1989 stellte er mit einem Jaguar einen neuen Rundenrekord auf. 1991 hätte er in einem Sauber-Mercedes fast das Rennen gewonnen. Er teilte sich das Fahrzeug mit Jean-Louis Schlesser und Jochen Mass. Das Trio führte das Rennen 21 Stunden lang an, musste aber drei Stunden vor dem Ende des Rennens aufgeben. Aber 1994 konnte er die Pole-Position erobern.
Nach seiner Karriere im Sportwagen ging Alain Ferté von 1998 an in Truckrennen an den Start. In seiner ersten Saison fuhr er 83 Punkte ein. 2000 wechselte er vom niederländischen Konstrukteur DAF, mit dem er bei den Trucks debütierte, zum deutschen Hersteller MAN, wo er bis 2001 blieb. 2002 wechselte er zum tschechischen Hersteller Tatra.
Elf Jahre nach seiner letzten Teilnahme bei den 24 Stunden von Le Mans im Jahr 1997 kehrte Alain Ferté 2008 zu diesem Rennen zurück und startete in einem Ferrari F430 GT für das Team JMB Racing und belegte am Ende den vierten Rang in der GT2-Klasse. 2012 startete er erneut bei diesem klassischen Langstreckenrennen.

## Statistik

### Le-Mans-Ergebnisse
| Jahr | Team                       | Fahrzeug               | Teamkollege          | Teamkollege       | Platzierung | Ausfallgrund     |
| ---- | -------------------------- | ---------------------- | -------------------- | ----------------- | ----------- | ---------------- |
| 1983 | Ford France                | Rondeau M482           | Jean Rondeau         | Michel Ferté      | Ausfall     | Motorschaden     |
| 1984 | McCormack and Dodge        | Rondeau M482           | Jim Mullen           | Walt Bohren       | Rang 13     |                  |
| 1986 | Brun Motorsport            | Porsche 962C           | Thierry Boutsen      | Didier Theys      | Ausfall     | Unfall           |
| 1987 | Italya Sports              | Nissan R86V            | Anders Olofsson      | Patrick Gonin     | Ausfall     | Unfall           |
| 1989 | Silk Cut Jaguar            | Jaguar XJR-9LM         | Eliseo Salazar       | Michel Ferté      | Rang 8      |                  |
| 1990 | Silk Cut Jaguar            | Jaguar XJR-12          | Martin Brundle       | David Leslie      | Ausfall     | Wasserpumpe      |
| 1991 | Team Sauber Mercedes       | Mercedes-Benz C11      | Jean-Louis Schlesser | Jochen Mass       | Ausfall     | Motorschaden     |
| 1992 | Peugeot Talbot Sport       | Peugeot 905 Evo 1B     | Karl Wendlinger      | Eric van de Poele | Ausfall     | Motorschaden     |
| 1994 | Courage Compétition        | Courage C32            | Henri Pescarolo      | Franck Lagorce    | Ausfall     | Motorschaden     |
| 1995 | SARD Co. Ltd.              | Sard MC8-R             | Kenny Acheson        | Tomiko Yoshikawa  | Ausfall     | Kupplungsschaden |
| 1996 | Team Menicon SARD Co. Ltd. | Sard MC8-R             | Pascal Fabre         | Mauro Martini     | Rang 24     |                  |
| 1997 | JB Racing                  | Porsche 911 GT1        | Jürgen von Gartzen   | Olivier Thévenin  | Ausfall     | Motorschaden     |
| 2008 | JMB Racing                 | Ferrari 430GT2         | Ben Aucott           | Stéphane Daoudi   | Rang 25     |                  |
| 2012 | JMB Racing                 | Ferrari 458 Italia GTC | Manuel Rodrigues     | Philippe Illiano  | Rang 32     |                  |

### Einzelergebnisse in der Sportwagen-Weltmeisterschaft
| Saison | Team                    | Rennwagen                              | 1   | 2   | 3   | 4   | 5   | 6   | 7   | 8   | 9   | 10  | 11  | 12  | 13  | 14  | 15  |
| ------ | ----------------------- | -------------------------------------- | --- | --- | --- | --- | --- | --- | --- | --- | --- | --- | --- | --- | --- | --- | --- |
| 1981   | KWS Motorsport          | Ford Capri                             | DAY | SEB | MUG | MON | RIV | SIL | NÜR | LEM | PER | DAY | WAT | SPA | MOS | ROA | BRH |
| 1981   | KWS Motorsport          | Ford Capri                             |     |     |     |     |     |     |     |     | DNF |     |     |     |     |     |     |
| 1983   | Ford France             | Rondeau M482                           | MON | SIL | NÜR | LEM | SPA | FUJ | KYA |     |     |     |     |     |     |     |     |
| 1983   | Ford France             | Rondeau M482                           | DNF |     |     |     |     |     |     |     |     |     |     |     |     |     |     |
| 1984   | McCormack and Dodge     | Rondeau M482                           | MON | SIL | LEM | NÜR | BRH | MOS | SPA | IMO | FUJ | KYA | SAN |     |     |     |     |
| 1984   | McCormack and Dodge     | Rondeau M482                           | 13  |     |     |     |     |     |     |     |     |     |     |     |     |     |     |
| 1986   | Brun Motorsport         | Porsche 956                            | MON | SIL | LEM | NÜN | BRH | JER | NÜR | SPA | FUJ |     |     |     |     |     |     |
| 1986   | Brun Motorsport         | Porsche 956                            | DNF |     |     |     |     |     |     |     |     |     |     |     |     |     |     |
| 1987   | Italya Sports           | Nissan R86V                            | JAR | JER | MON | SIL | LEM | NÜN | BRH | NÜR | SPA | FUJ |     |     |     |     |     |
| 1987   | Italya Sports           | Nissan R86V                            |     | DNF |     |     |     |     |     |     |     |     |     |     |     |     |     |
| 1989   | France Prototeam Jaguar | Spice SE88C Jaguar XJR-11 Jaguar XJR-9 | SUZ | DIJ | JAR | BRH | NÜR | DON | SPA | MEX |     |     |     |     |     |     |     |
| 1989   | France Prototeam Jaguar | Spice SE88C Jaguar XJR-11 Jaguar XJR-9 |     | 8   |     | DNF |     | DNF |     | 5   |     |     |     |     |     |     |     |
| 1990   | Jaguar                  | Jaguar XJR-11                          | SUZ | MON | SIL | SPA | DIJ | NÜR | DON | MOT | MEX |     |     |     |     |     |     |
| 1990   | Jaguar                  | Jaguar XJR-11                          | DNF | 3   | 1   | DNF | 5   | 3   | DNF | 15  |     |     |     |     |     |     |     |
| 1991   | Sauber Motorsport       | Mercedes-Benz C11                      | SUZ | MON | SIL | LEM | NÜR | MAG | MEX | AUT |     |     |     |     |     |     |     |
| 1991   | Sauber Motorsport       | Mercedes-Benz C11                      | DNF |     |     |     |     |     |     |     |     |     |     |     |     |     |     |
| 1992   | Peugeot Sport           | Peugeot 905                            | MON | SIL | LEM | DON | SUZ | MAG |     |     |     |     |     |     |     |     |     |
| 1992   | Peugeot Sport           | Peugeot 905                            | DNF |     |     |     |     |     |     |     |     |     |     |     |     |     |     |

### Einzelergebnisse in der FIA-Langstrecken-Weltmeisterschaft
| Saison | Team       | Rennwagen              | 1   | 2   | 3   | 4   | 5   | 6   | 7   | 8   |
| ------ | ---------- | ---------------------- | --- | --- | --- | --- | --- | --- | --- | --- |
| 2012   | JMB Racing | Ferrari 458 Italia GTC | SEB | SPA | LEM | SIL | SAO | BAH | FUJ | SHA |
| 2012   | JMB Racing | Ferrari 458 Italia GTC | 32  |     |     |     |     |     |     |     |